# Пенджабці
Пенджа́бці, або панджа́бці (пенджаб. ਪੰਜਾਬੀ ਲੋਕ, پنجابی) — індоарійський народ, що становить більшість населення географічної та історичної області Пенджаб. Остання містить пакистанську провінцію Пенджаб і індійські штати Пенджаб та Хар'яна. Також мають великі діаспори в Європі, Америці, Азії, на Близькому Сході та в Африці. Чисельність народу оцінюється в 110—120 млн осіб.
Більшість пенджабців розмовляє пенджабською мовою (індоіранська гілка індоєвропейської родини мов), решта — мовами гінді (в Індії), урду та західно-пенджабськими (ленді, лахнда) діалектами (в Пакистані).
У Пакистані майже всі пенджабці сповідують іслам (головним чином, сунітського напрямку), в Індії переважно — сикхізм або індуїзм.

## Історія
Вже в III тис. до Р. Х. на території Пенджабу існувала розвинена Індська цивілізація. У II тис. до Р. Х. тут з'являються індоарійські племена, предки сучасних пенджабців. Вони стали засновниками могутньої держави Гандхара, столицею якої була Таксила.
У 326 році до Р. Х. Пенджаб зайняли війська Александра Македонського, а 305 року до Р. Х. країна потрапляє під владу імперії Маур'їв. У 180 р. до Р. Х. — 10 р. після Р. Х. тут існувало Індо-грецьке царство.
Етногенез народу різноманітний; з найдавніших часів до його складу вливалися зайшлі групи населення, що осіли тут у зв'язку з арійськими, шакськими (скіфськими), кушанськими, гунськими, перськими, арабськими та іншими навалами. Великий внесок у формування пенджабців внесли джати, раджпути та гуджари.
У 711—713 рр. південно-західні райони Пенджабу, разом із сусіднім Синдом, захопили араби, але не надовго. Поширення ісламу в країні відбувалося значно пізніше, після того, як Пенджаб близько 1021 року був захоплений Газневідами. Згодом пенджабці перебували під владою династії Гуридів (1186—1206), Делійського султанату (1206—1526), імперії Великих Моголів (1526—1858).
На початку XVIII століття влада Великих Моголів ослабла. Водночас в Пенджабі набуває поширення сикхізм. 1708 року сикхи створюють власну державу на півночі країни, яка розпочала непримиренну боротьбу з Великими Моголами.
1757 року Пенджаб перейшов під владу афганської династії Дуррані (1747—1823). Сикхи в союзі з маратхами розпочали боротьбу з новим завойовником. У цій боротьбі розрізнені сикхські клани об'єднуються в єдину державу сикхів, яку ще називають Сикхською імперією (1799—1849). Сикхи об'єднали під своєю владою весь Пенджаб.
Англо-сиксхькі війни1845-1846 і 1848—1849 скінчилися підкоренням сикхів і входженням Пенджабу до складу Британської Індії. Британське правління тривало до 1947 року, коли була проголошена незалежність Індії та Пакистану. Пенджаб був розділений між цими країнами за релігійною ознакою.

## Культура
Основне заняття пенджабців — землеробство, головна сільськогосподарська культура — пшениця на зрошуваних землях, вирощують також просо, кукурудзу, гірчицю, бавовник, цукрову тростину. Розвинені ткацтво, гончарство, виготовлення килимів, шалей, металевого посуду, прикрас, художнє різьблення по дереву, каменю, слоновій кістці тощо.
Характерне житло в селах — сирцевий будинок із плоским дахом. У містах ставлять цегляні будинки на 1-2 поверхи. Вони мають плоский дах і криту веранду на верхньому поверсі.
Пенджабці є творцями розвиненої архітектури. Серед визначних пам'яток Золотий храм сикхів у Амрітсарі, мавзолеї Раджіт-Сінга і Джехангіра в Лахорі та ін.
Пенджабці мають багатий фольклор і літературу, яка бере початок з XV століття. Серед відомих представників пенджабської літератури поет XVI ст. Дамодар Дас Арора, поети Хашим Шах (1735—1843), Шах Мухамад (1784—1862), Кадир Яр (1802—1892), Дані Рам Чатрик (1876—1954), письменник і драматург Бгішам Сахні (1915—2003), письменниця і поетеса Амріта Прітам (1919—2005).
Серед пенджабців є відносно багато кваліфікованих робітників та представників технічної інтелігенції, особливо це характерно для Індії. В Пакистані пенджабські підприємці займають панівне становище в політичному та економічному житті країни. Відсоток грамотних у пенджабців в обох країнах їх розселення є значно вищим, ніж у сусідніх народів.
Під впливом ідеології сикхізму серед пенджабців Індії стерті кастові відмінності.

## Визначні пенджабці
До числа визначних пенджабців належать:
- засновник сикхізму, перший гуру Нанак Дев (1469—1539)
- другий гуру Ангад Дев (1504—1552)
- п'ятий гуру Арджан Дев (1563—1606)
- десятий гуру Ґобінд Сінґх (1666—1708)
- засновник першої держави сикхів Банда Сінґх Бахадур (1670—1716)
- засновник Сикхської імперії магараджа Ранджит Сінґх (1780—1839)
- поет, філософ і громадський діяч, духовний батько Пакистану Мухаммад Ікбал (1877—1938)
- перший прем'єр-міністр Пакистану Ліакат Алі Хан (1895—1951)
- актор, режисер і письменник Балрадж Сахні (1913—1973)
- художниця Амріта Шер-Гіл (1913—1941)
- маршал військово-повітряних сил Індії Арджан Сінґх (народився 1919)
- співак Мухаммед Рафі (1919—1980)
- молекулярний біолог, лауреат Нобелівської премії Гар Гобінд Корана (1922—2011)
- шостий президент Пакистану Зія-уль-Хак Мохаммад (1924—1988)
- знаменитий індійський актор Радж Капур (1924—1988)
- фізик, один із засновників волконної оптики Наріндер Сінґх Капані (народився 1926)
- фізик, лауреат Нобелівської премії Абдус Салам (1926—1966)
- дев'ятий президент Пакистану Рафік Тарар (народився 1929)
- п'ятнадцятий прем'єр-міністр Індії Манмоган Сінґх (народився 1932)
- кіноактор Дхармендра (народився 1935)
- художник Манджит Бава (1941—2008)
- прем'єр-міністр Пакистану (2013—2017) Наваз Шариф (народився 1949)
- перший індійський космонавт Ракеш Шарма (народився 1949)
- командувач сухопутними військами Пакистану Ашфак Парвез Каяні (народився 1952)
- американська жінка-астронавт Калпана Чавла (1961—2003)
- актор Акшай Кумар (народився 1967)
- актриса Карина Капур (народилась 1980)